# لي يي (متزلج على مسار قصير)
لي يي (بالصينية: 李野) هو متزلج على مسار قصير صيني، ولد في 26 ديسمبر 1983 في تشانغتشون في الصين.

## وصلات خارجية
- لي يي على موقع اللجنة الأولمبية الدولية (الإنجليزية)
- لي يي على موقع أوليمبيديا (الإنجليزية)
- لي يي على موقع اللجنة الأولمبية الصينية (الإنجليزية)